# Gunnel Vallquist

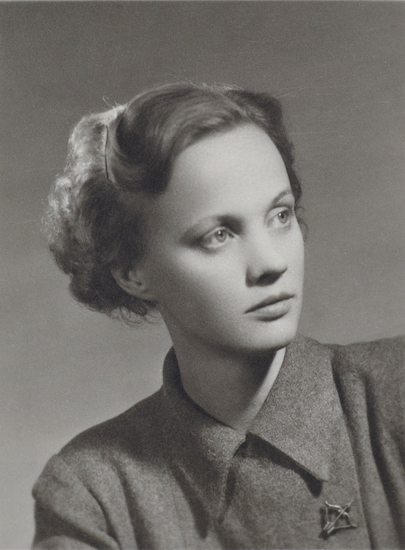
Gunnel Vallquist

Gunnel Vallquist (* 19. Juni 1918 in Stockholm; † 11. Januar 2016) war eine schwedische Autorin und Kritikerin sowie seit 1982 Mitglied der Schwedischen Akademie. Als Katholikin schrieb Vallquist vor allem Essays über religiöse Themen. Eine ihrer bedeutendsten Leistungen ist die schwedische Übersetzung von Marcel Prousts Roman Auf der Suche nach der verlorenen Zeit, die zwischen 1965 und 1982 herausgegeben wurde.

## Leben
Gunnel Vallquist wurde 1918 in Stockholm als Tochter des Oberstleutnants Gunnar Vallquist und seiner Frau Lily (geb. Söderberg) geboren. Sie studierte romanische Sprachen, Literaturgeschichte und nordische Sprachen an der Universität Uppsala und schloss ihr Studium 1946 mit einem Examen ab. Anschließend zog sie nach Frankreich, wo sie mit Sven Stolpe in Kontakt kam. Zu diesem Zeitpunkt war sie zum Katholizismus konvertiert und hatte bereits als Studentin für katholische Zeitschriften geschrieben. Von Frankreich aus setzte sie das fort und schrieb unter anderem für Bonniers Litterära Magasin, Dagens Nyheter und seit 1952 für Svenska Dagbladet Essays und zu kulturellen Themen. Ihr magnum opus, die Übersetzung von Marcel Prousts Auf der Suche nach der verlorenen Zeit, begann sie 1950. Als Kulturautorin sorgte sie dafür, dass Teile der französischen Literatur dem schwedischen Publikum bekannt gemacht wurden. In den 1950er Jahren lebte sie einige Jahre lang in Rom und begann dort unter anderem eine Biographie über Giorgio La Pira, einen katholischen christdemokratischen Politiker aus Florenz.
Vallquists erstes Buch Något att leva för (1956) war eine Essaysammlung. Auch ihre übrigen Bücher waren geprägt durch journalistische Darstellungsformen, die jedoch zunehmend belletristische Züge erhielten. In ihrem Dagbok från Rom (4 Bände, 1964–1966, in deutscher Übersetzung unter dem Titel „Das Zweite Vatikanische Konzil“ erschienen) berichtete sie vom Zweiten Vatikanischen Konzil. Zentrale kirchenpolitische und aktuelle theologische Fragen prägen auch ihr sonstiges literarisches Schaffen.
1976 wurde Vallquist Ehrendoktor der Theologie an der Universität Lund. 1981 wurde ihr von der schwedischen Regierung der Professorentitel ehrenhalber verliehen.
Sie war seit 1982 Mitglied der Schwedischen Akademie (auf Lebenszeit) und in Nachfolge von Anders Österling (Stuhl Nr. 13) eines von 18 Jurymitgliedern des Literaturnobelpreises.

## Werke
- Något att leva för, 1956
- Giorgio La Pira: borgmästare och profet, 1957
- Ett bländande mörker, 1958
- Till dess dagen gryr: anteckningar 1950–1958, 1959
- Vägar till Gud, 1960
- Den oförstådda kärleken, 1961
- Helgonens svar, 1963
- Dagbok från Rom, 1964-66 (4 delar)
- Kyrkor i uppbrott, 1968
- Följeslagare: [essayer], 1975
- Morgon och afton, 1976
- Sökare och siare: essayer, 1982
- Steg på vägen, 1983
- Helena Nyblom, 1987
- Katolska läroår: Uppsala-Paris-Rom, 1995
- Vad väntar vi egentligen på?: Texter om kristen enhet 1968–2002, 2002
- Texter i urval, 2008

## Auszeichnungen und Ehrungen
- Elsa Thulins Übersetzungspreis 1966
- Natur och Kulturs Kulturpreis 1975